# Mitbus
Die Mit.Bus GmbH ist ein hundertprozentiges Tochterunternehmen der Stadtwerke Gießen und seit dem 1. Oktober 2003 für den städtischen Busverkehr in Gießen und Umgebung verantwortlich. Knapp 29.000 Personen nutzen täglich die 14 Stadtbuslinien. Zusätzlich betreibt das Nahverkehrsunternehmen zwei Nachtbuslinien. Mitbus ist Mitglied im Rhein-Main-Verkehrsverbund.

## Linien
| Linie  | Strecke | Bemerkung | Takt                                            |
| 1      | Lützellinden → Allendorf → Kleinlinden → Friedrichstraße → Berliner Platz → Rödgen                                             | | 15-Min.                                         |
| 2      | Bahnhof → Marktplatz → Berliner Platz → Eichendorffring → (Rivers-Automeile → Europaviertel)                                   | Werktags in den Hauptverkehrszeiten stündliche Weiterfahrt mit einem Linientaxi; Werktags Linientausch am Bahnhof, fährt weiter als Linie 5 nach Wieseck                                      | 15-Min.                                         |
| 3      | Schlangenzahl → Schwarzacker → Berliner Platz → Marktplatz → Friedhof                                                          | Abwechselnd mit der Linie 13. Der Abschnitt Schlangenzahl – Schwarzacker wird ab Samstagnachmittag und an Sonn- und Feiertagen nicht bedient.                                                 | 30-Min. (mit Linie 13 15-Min.)                  |
| 5      | Bahnhof → Marktplatz → Behördenzentrum → Wiesecker Weg → Wieseck Greizer Straße                                                | Werktags Linientausch am Bahnhof, fährt weiter als Linie 2 zum Eichendorffring | 15-Min. (HVZ: 7,5-Min.)                         |
| 6      | Berliner Platz → Schiffenberg                                                                                                  | nur an Sonn- und Feiertagen, weiter als Linie 12 zur Sandfeldschule | 60-Min.                                         |
| 7      | Ev. Krankenhaus → Marktplatz → Berliner Platz → Philosophenwald                                                                | | 30-Min.                                         |
| 9      | Marktplatz → Berliner Platz → Alfred-Bock-Straße                                                                               | Linientaxi, verkehrt nicht an Sonn- und Feiertagen | 60-Min.                                         |
| 10     | Bahnhof → Naturwissenschaften → Unterhof → Rathenaustraße                                                                      | | 15/30-Min.                                      |
| 12     | Sandfeldschule → Behördenzentrum → Marktplatz → Gewerbegebiet West                                                             | An Sonn- und Feiertagen von Sandfeldschule bis Berliner Platz, danach weiter als Linie 6 zum Schiffenberg; Sonn- und Feiertags kein Betrieb auf dem Abschnitt Marktplatz – Gewerbegebiet West | 30-Min.                                         |
| 13     | Dialysezentrum → Berliner Platz → Marktplatz → Friedhof                                                                        | Abwechselnd mit der Linie 3, verkehrt nicht ab Samstagnachmittag und an Sonn- und Feiertagen                                                                                                  | 30-Min. (mit Linie 3 15-Min.)                   |
| 15     | Bahnhof → Marktplatz → Behördenzentrum → Wiesecker Weg → Wieseck Burgenring                                                    | | 30-Min.                                         |
| 17     | Bahnhof → Johanneskirche → Berliner Platz → Sophie-Scholl-Schule (→ Flughafen)                                                 | Verlängerung nach Fertigstellung der baulichen Maßnahmen am alten Flughafen | 30-Min                                          |
| 800    | (Rathenaustraße) → Berliner Platz → Marktplatz → Weststadt → Launsbach → Wißmar → Krofdorf-Gleiberg                            | In Schwachverkehrszeit als Ersatz für die Linien 801 und 802 | einzelne Fahrten                                |
| 801    | Pistorstraße → Rathenaustraße → Ostschule → Berliner Platz → Marktplatz → Weststadt → Launsbach → Wißmar                       | | 30-Min.                                         |
| 802    | Rathenaustraße → Berliner Platz → Marktplatz → Weststadt → Krofdorf-Gleiberg                                                   | | 30-Min.                                         |
| Venus  | Berliner Platz →Bahnhof → Gewerbegebiet West → Weststadt → Berliner Platz → Wieseck → Kantstraße → Berliner Platz              | Rundverkehr | 60-Min.                                         |
| Saturn | Berliner Platz → Kleinlinden → Max-Reger-Straße → Unterhof → Berliner Platz → Eichendorffring → Studentendorf → Berliner Platz | Rundverkehr | 60-Min.                                         |
| Aegir  | Waldstadion → Rödgen | Anschlusstaxi nach Anmeldung beim Fahrer | im Anschluss an Saturn ab Waldstadion           |
| Phoebe | Kleinlinden Waldweide → Kleinlinden Hermann-Löns-Straße → Allendorf → Lützellinden                                             | Anschlusstaxi nach Anmeldung beim Fahrer | im Anschluss an Saturn ab Kleinlinden Waldweide |

## Klimafreundlichkeit
Seit vielen Jahren wird der Fuhrpark auf die klimafreundlichere Erdgastechnologie umrüstet. Seit März 2019 fahren alle 54 Omnibusse mit Biogas.
Im August 2016 wurde die bestehende Busflotte mithilfe von Ralph Pütz von der Universität Landshut im realen Fahrbetrieb auf zwei Linien untersucht. Es stellte sich heraus, dass ein Erdgas-Gelenkbus im Vergleich zu einem Diesel-Gelenkbus auf den Linien der Mitbus GmbH 33 Prozent weniger Stickoxide und 82 Prozent weniger Stickstoffdioxid emittiert. Darüber hinaus bestätigte sich die Annahme, dass sich weitere Schadstoffeinsparungen mit dem Einsatz von Biomethan ergeben. Seit 2017 werden die Erdgasbusse somit ausschließlich mit Biomethan getankt.